# ريك إدواردز
ريك إدواردز (بالإنجليزية: Rick Edwards)‏ هو مقدم تلفزيوني بريطاني، ولد في 20 مايو 1979 في إنجلترا في المملكة المتحدة.

## وصلات خارجية
- ريك إدواردز على موقع IMDb (الإنجليزية)
- ريك إدواردز على موقع قاعدة بيانات الفيلم (الإنجليزية)